# Secondo avvento (fumetto)
(Slogan promozionali del crossover)
Secondo avvento (Second Coming) è un crossover che intreccia quasi tutte le testate mutanti, ovvero New Mutants, Uncanny X-Men, X-Force e X-Men: Legacy, con l'eccezione di X-Factor. Pubblicato dalla Marvel Comics fra il marzo e il luglio 2010, è il terzo ed ultimo capitolo di una saga atta a ridefinire l'intero universo mutante.

## Storia editoriale
Secondo avvento è l'ultimo capitolo della trilogia iniziata con Messiah Complex e continuata in Messiah War. Utilizzando le storyline Utopia, Nazione X e Necrosha come fondamenta è stato inteso come la conclusione degli sforzi di Cable per salvare Hope da Alfiere e riportarla nel presente fra gli X-Men in modo da salvare dall'estinzione tutti i mutanti. Accanto alla storyline principale, importanti tie-in si trovano su Second Coming - Revelations: X-Factor di Peter David (testi) e Valentine De Landro (disegni); Second Coming - Revelations: Hellbound di Christopher Yost (testi) e Harvey Tolibao (disegni) e Second Coming - Revelations: Blind Science di Simon Spurrier (testi), Paul Davidson e Francis Portela (disegni).
Per alimentare l'aspettativa dei fan, la Marvel ha deciso di pubblicare quattro manifesti promozionali raffiguranti varie scene e/o personaggi sormontati da una scritta diversa per volta:
- One will lead: vengono raffigurati in primo piano Emma Frost, Ciclope e Magneto ovvero i tre capi carismatici (e possibili) degli X-Men al termine del crossover.
- One will die: guardando dall'interno di una fossa di sepoltura si vede Ciclope con le spalle chine circondato da lapidi.
- One will rise: da un lato del manifesto si vede un'angelica Hope levitare in un cielo azzurro verso una luce abbagliante, mentre dall'altro lato lo sfondo dell'alone della Fenice circonda una squilibrata Hope.
- All will unite: tutti gli X-Men fronteggiano il nemico a ranghi serrati.

## Trama

### Capitolo I
Giunti alle rovine dello Xavier Institute un anno dopo la loro sparizione nello spazio-tempo, Cable e Hope vengono immediatamente attaccati dalle truppe del Right. Uccisi i nemici, l'arrivo di alcuni furgoni zeppi di membri della Lega Sapiens li costringe alla fuga proprio mentre dall'altra parte del paese, su Utopia, i vertici degli X-Men sono immersi in una riunione per decidere il da farsi all'indomani della sconfitta della Regina Nera e della sua armata di non-morti. Informato dalle Naiadi della ricomparsa dell'impronta genetica di Cable nei dintorni di Westchester, Ciclope prende parte al team Alpha e si reca all'istituto dove rinvengono i cadaveri del Right e gli odori dei due fuggiaschi confermando così anche la presenza di Hope di cui molti non erano fiduciosi. Conscio delle misure di protezione che il figlio sta mettendo in atto per proteggere la messia, Ciclope decide di ritornare ad Utopia per coordinare le operazioni lasciando al team Alpha il compito di fermare la Lega Sapiens che rintracciano e neutralizzano ai bordi di un'autostrada. Al quartier generale di Bastion e del Consiglio Umano, l'androide s'informa sullo stato delle sue truppe e dà ordine di uccidere la messia mutante.

### Capitolo II
Impegnati a torturare i membri della Lega Sapiens lasciati in vita per ottenere informazioni, Wolverine e X-23 suscitano il disgusto di Nightcrawler uccidendoli quando non si dimostrano più utili. Pressato dalle domande dell'X-Man, Wolverine rivela che insieme ad alcuni altri ha protetto tutti i mutanti compiendo un genere di missioni che la maggior parte di loro avrebbe condannato, il tutto sotto la supervisione di Ciclope che, chiamato in causa, ammette la parte da lui giocata nella formazione di X-Force prima di collegarsi con la squadra di Cannonball e inviarli alla sede centrale del Right. Rifugiatisi in un hotel, Cable e Hope vengono localizzati da Stryker e i suoi Purificatori tramite il virus T.O. che Nathan ospita nel suo corpo e messi sotto assedio fino all'arrivo del team Alpha che copre loro la ritirata perdendo però Magik colpita da una miscela di elementi mistici che la teleportano nel Limbo. Ucciso Stryker grazie all'intervento di Arcangelo e sterminati i Purificatori, a Wolverine e la sua squadra viene inviata Ariel come teleporta sostitutiva e ordinato di continuare a muoversi mentre la squadra di Cannonball è occupata a distruggere le truppe del Right per impedire loro di rimpinguare le file di Bastion.

### Capitolo III
Poiché la battaglia con il Right non volge per il meglio, Cypher prega Warlock di infrangere il suo antico patto di non uccidere più e aiutarli a terminare presto lo scontro che è già costato la perdita di una gamba a Karma. Deciso ad aiutare i suoi amico, l'alieno prosciuga l'energia vitale delle truppe rimaste in vita e quella di Hodge permettendo alla squadra di Cannonball di ritornare ad Utopia dove Rogue, dopo aver sperimentato una strana connessione con Hope, è sicura di riuscire a trovarla ovviando così all'impossibilità di utilizzare Cerebra perché manomessa da Donald Pierce, uno dei prigionieri del Carcere X infettato però dalla programmazione di Bastion. Inviatala sul campo, Ciclope ordina a lei e Nightcrawler di dirigersi immediatamente verso i due fuggiaschi facendo in modo che il team Alpha li segua dando loro copertura. Lamentatasi con Wolverine per una strana sensazione ai limiti del suo campo telecinetico, Psylocke non fa in tempo ad avvertire Arcangelo della presenza di un jet controllato da Bastion che questi spara un missile sull'auto in cui viaggiano Wolverine, X-23 ed Ariel uccidendo quest'ultima. Raggiunto il parcheggio roulotte abbandonato in cui Cable o Hope hanno trovato rifugio, gli X-Men si sbarazzano dei Purificatori in agguato e si riuniscono ai due spiegando in che modo i loro nemici riescano a rintracciarli con tanta facilità. Dopo aver assorbito tutti i poteri dei mutanti disponibili per difendere Hope, Rogue e Nightcrawler cominciano la loro marcia verso Utopia portandosi dietro la messia e lasciando a Cable e gli altri il compito di depistare i loro nemici. Utilizzando i dati riguardanti il futuro contenuti nella memoria di Nimrod, Bastion intercetta i tre e dopo aver messo fuori combattimento Rogue si accinge ad uccidere Hope quando Nightcrawler si frappone fra loro facendosi trapassare dal braccio dell'androide e teleportando se stesso, la ragazza e buona parte del corpo del nemico sulle coste di Utopia. Rientrato alla base, il team Alpha e il resto degli X-Men rimangono sconcertati dalla visione del corpo del loro amico e decidono di dargli l'ultimo saluto celebrando un funerale al termine del quale Wolverine rinfaccia a Ciclope se le morti che hanno subito valgono l'acquisto di una ragazzina spaventata e inconsapevole dei suoi poteri e delle speranze riposte in lei. Ricostituitosi all'insaputa dei suoi nemici, Bastion mette in moto il suo piano di riserva.

### Capitolo IV
In collegamento con Domino, Ciclope le rivela il piano di Bastion di eliminare tutti i loro teleporta per evitare che Hope possa fuggire inconsapevole del fatto che Svanitore origlia la conversazione e decide di rifugiarsi nel suo bordello portoghese dove viene intercettato dal DRM di Lang e colpito più volte da proiettili prima di riuscire a teleportarsi in un deserto con esiti sconosciuti. Ad Utopia, intanto, Moonstar e Hope si picchiano a causa della tensione accumulata e all'incredulità della prima nei confronti di Cable per aver permesso che la sua squadra venisse fatta a pezzi per salvare una bambina, mentre Donald Pierce fa esplodere tutti i Blackbird impedendo agli X-Men di lasciare l'isola e venendo in ultimo ucciso da Ciclope. Al largo della costa di S.F., l'esplosione delle piattaforme su cui indagava l'X-Club porta alla formazione di una sfera cremisi che intrappola Utopia e buona parte della metropoli californiana tagliando energia elettrica, acqua potabile ed afflusso di dati. Raggiunto all'esterno l'X-Club, i Vendicatori prestano tutto l'aiuto possibile mentre all'interno Hope, superati dubbi e sensi di colpa, rifiuta la proposta di Cable di fuggire con la macchina del tempo e decide di restare per combattere. Radunati un gruppo di X-Men, Ciclope si appresta ad indagare l'apparizione di una sfera sul Golden Gate Bridge quando da questa cominciano improvvisamente a fuoriuscire Nimrod, dando così inizio al piano di sterminio di Bastion.

### Capitolo V
Impegnati in uno scontro al cui termine qualche X-Men rimane ferito o mutilato, il gruppo decide di ritornare ad Utopia dove viene riunito un consiglio di guerra al quale Bestia e Prodigy spiegano che la sfera più piccola è in realtà un portale temporale utilizzato per far approdare le Sentinelle "classe Nimrod" all'interno della sfera rossa. Interrogato sulla quantità di Nimrod ancora presenti dall'altra parte, Prodigy mette a conoscenza il resto del gruppo che i sensori hanno smesso di contare dopo 170  000. Deciso a far fronte anche a questa minaccia, Ciclope dispone l'invio di X-Force nel futuro sfruttando l'ultimo salto della macchina del tempo di Cable e sperando che le abilità "linguistiche" di Cypher gli permettano di riscrivere l'intero sistema delle Sentinelle, fermandolo. Mentre la sfera piccola rigurgita altri cinque Nimrod e il primo fronte a guardia del ponte composto da Colosso, Namor, Rockslide e Dust li impegna in combattimento, una disperata Hope guarda Cable scomparire nel flusso temporale e Ciclope confessa ad Emma di aver appena ucciso l'intero gruppo poiché non potranno più tornare indietro. Origliata la conversazione, Hope gli si scaglia contro dichiarandogli tutto il suo odio prima di fuggire via lasciando uno sbalordito Ciclope a chiedersi come mai gli occhi della ragazza abbiano assunto la stessa tonalità rossastra dei suoi. All'esterno della sfera rossa, intanto, i Fantastici Quattro si uniscono ai Vendicatori e all'X-Club per cercare di abbattere la barriera che intrappola gli X-Men ormai distribuitisi ovunque ci sia bisogno di loro per abbattere i sempre più numerosi Nimrod. Giunta nel futuro X-Force apprende brutalmente dell'estinzione del genere mutante ad opera delle Sentinelle e, distrutti alcuni modelli che minacciavano la segretezza della loro missione, si dirigono verso le due centrali di assemblaggio Mastermold.

### Capitolo VI
Dietro richiesta di Ciclope, impegnato a reclutare qualsiasi mutante residente su Utopia per difenderne le coste, Xavier si reca nel Carcere X con lo scopo di invitare Legione ad utilizzare l'interfaccia psichica costruitagli per gestire le sue numerose personalità sfruttandone i poteri per far dare manforte agli X-Men impegnati a difendere il ponte. Nell'infermeria, Magneto si risveglia dal coma (nel quale era entrato dopo aver riportato Shadowcat sulla Terra) ed affronta i Nimrod che invadono il quartier generale mentre sul Golden Gate Bridge l'arrivo di Hope e Rogue rimpingua le file degli X-Men. Nel futuro, intanto, X-Force rimane sbalordita nel constatare che uno dei due Mastermold ha funzione difensiva nei confronti di quello deputato alla produzione di Nimrod, e separatisi in due squadre tentano di tenerlo a bada dando così il tempo a Cypher di riscrivere i codici dell'altro. Riuscito nella sua impresa il team apprende che nulla di organico può attraversare la membrana della sfera più piccola per ritornare nel passato. In preda alla disperazione Cable permette al virus T.O. di prendere il sopravvento, trasformandolo in un essere cibernetico, riuscendo così a tenere aperta la membrana il tempo necessario a farla attraversare agli altri ed esplodendo davanti agli occhi di una incredula Hope. Constatato il fallimento del suo piano, Bastion decide di scendere in campo in prima persona e con l'aiuto di Lang e Creed trasformati in due androidi fa esplodere il ponte per riuscire ad avvicinarsi ad Hope che, tra lo stupore generale, viene avvolta da un alone che ricorda molto quello della Fenice e comincia ad esibire i poteri di tutti i mutanti nei paraggi distruggendo infine l'androide con un fascio di energia che sgretola pure la cupola.

### Capitolo VII
Dopo essere svenuta e aver dormito per trenta ore Hope riprende coscienza nell'infermeria di Utopia assistendo al riposizionamento del braccio di Colosso, al montaggio della protesi per la gamba di Karma, alle fasciature per le ustioni di Uomo Ghiaccio e X-23 e alle lamentele di Satiro per la perdita di entrambe le mani. Impressionato da come ha distrutto Bastion con i suoi poteri, Magneto si complimenta con la ragazza affermando che essere ritenuti pericolosi ha i suoi vantaggi. Al funerale di Cable, prima di andare a cercare un po' di pace lontano da tutti, Hope ricorda a tutti il valore del genitore e di come sia morto combattendo sul campo come ogni soldato desidera; credendo che la ragazza non possa sentirlo, Prodigy confida agli amici che il potere di Hope è di mimare quello di qualsiasi mutante le stia intorno. All'interno del complesso abitativo Tempesta trova Wolverine nella stanza di Nightcrawler e si unisce a lui per una birra raccontandogli di come abbia riso in faccia a Ciclope mentre questi le spiegava le ragioni della nascita di X-Force; benché ancora affranto per la perdita dell'amico, Wolverine afferma che se potesse ritornare indietro nel tempo avrebbe ucciso ancora di più in modo da risparmiare le morti dei loro cari. Incontratosi quindi con Ciclope ad Alcatraz, accetta senza controbattere lo smantellamento della sua squadra prima di recarsi ad un incontro segreto con Fantomex, Arcangelo, Psylocke e Deadpool affermando che la nuova X-Force deve rimanere un segreto assoluto. Ad Utopia, mentre Ciclope guarda impotente la partenza di Bestia, il resto della squadra assiste ad un falò nelle cui fiamme Emma scorge l'alone della Fenice proprio dietro Hope; messasi a cercare il compagno per raccontargli dell'accaduto, rimane sorpresa quando Ciclope le rivela la manifestazione di cinque nuovi mutanti in giro per il mondo.

## Tie-in

### X-Factor
Ritrovandosi ad un punto morto ogni volta che elabora una simulazione allo scopo di trovare la perfetta strategia per eliminare X-Factor entro i confini di New York City senza l'intervento di altri supereroi, il colonnello Moran della Divisione Risposta Mutante prende per buona la parola di Bolivar Trask quando afferma che l'agenzia investigativa fornisce informazioni agli X-Men compiendo così un atto di complicità terroristica. Utilizzando il piano propostogli da uno dei sottoposti, decide quindi di ingaggiare l'Uomo Assorbente per commissionare ad X-Factor il pedinamento di sua moglie perché convinto che lo tradisca. Seguita la donna, il gruppo composto da Madrox, Rictor e Longshot si apposta all'esterno della casa dove la donna si è diretta venendo sterminato dalla DRM che, nel frattempo in Sud America, stordisce e mette fuori combattimento Forzuto e il Barone Mordo che lo aveva imprigionato con un sortilegio per essersi avvicinato alla caverna dove teneva rinchiusa M per succhiarne le energie. Ripresosi, Forzuto con l'aiuto di Mordo sbaraglia gli agenti DRM e si rifugiano all'interno della caverna. All'aeroporto di Dublino, intanto, solo l'intervento inaspettato di Layla Miller e Shatterstar salva Banshee dall'esecuzione che il DRM ha in programma per lei mentre a NYC Darwin appare improvvisamente davanti a Rictor spiegandogli che il suo potere lo aveva fatto allontanare dalla macchina nei pressi della casa in cui era stata tesa loro la trappola e che il piano architettato da Madrox (dopo aver fatto prendere in mano a Longshot i soldi che l'Uomo Assorbente offriva loro e scoperto con la psicometria il piano che progettava il DRM) aveva funzionato. Stretto un patto con Mordo per ritornare a NYC in cambio della sua energia vitale, M, suo padre e Forzuto ritornano alla base temporanea di X-Factor in contemporanea con l'arrivo di Layla, Banshee e Shatterstar e all'inizio dello scontro con il DRM. Sbaragliate le forze avversarie, Madrox ordina ad M di infiltrarsi nella mente di Trask interrompendo così il collegamento con Bastion; non volendo più sottostare agli ordini dell'androide, Trask si suicida facendo terminare l'operazione.

### Blind Science
Impegnati ad indagare una delle piattaforme di Bastion per identificare eventuali trappole o armi segrete, l'X-Club vi rimane imprigionato all'interno scoprendo loro malgrado l'esistenza di un conto alla rovescia per un'inevitabile esplosione. Mentre Kavita Rao si domanda per cosa verrà ricordata a parte la "cura" per il gene-X che ha sintetizzato tempo addietro, il trio viene salvato da un improvviso bagliore che presagisce un salto temporale ad opera di un futuro ed umano Hank McCoy. Spiegato l'improvviso cambiamento accorso in Hope e causa della distruzione del mondo e della razza mutante, l'uomo rivela loro come nel passato col suo ultimo "respiro" Bastion gli avesse rivelato la data in cui portarli nel futuro per permettere alla dottoressa Rao di sintetizzare la "cura" con la quale privare la messia dei suoi poteri e porre fine alla sua minaccia, rivelando anche come l'ultimo campione fosse stato utilizzato da lui per sfuggire alla morsa psichica impedendogli di diventare uno schiavo della malvagia. Benché restia, la Rao sintetizza un nuovo campione e assieme a Dr. Nemesis, Madison Jeffries e Hank raggiunge Utopia, ormai semi-distrutta, e mentre gli altri periscono per mano degli schiavi di Hope lei si mostra incapace di porre fine alla vita della ragazza. Avvolta da un secondo bagliore, la Rao e gli altri membri dell'X-Club si ritrovano all'interno della piattaforma intrappolati da Graydon Creed all'interno di una camera di simulazione virtuale creata con il solo scopo di dare una falsa visione del futuro per permettere alla donna di ricreare la formula della sua cura ora prodotta in quantità massicce. Mostrando, però, di aver smascherato il loro inganno la Rao rivela di aver sintetizzato un virus infiammabile che in pochi attimi consuma la piattaforma dalla quale il trio riesce a fuggire poco prima che esploda.

### Hellbound
Preoccupato per le sorti della sorella, Colosso accetta a malincuore la proposta di Ciclope di inviare una squadra di recupero capitanata da Cannonball e composta da una riluttante Pixie (vittima delle crudeli azioni di Magik), Anole, Dazzler, Northstar, Trance e Gambit. Giunto nel Limbo il gruppo si ritrova al centro di uno scontro tra fazioni di demoni a capo di una delle quali si trova N'astirh deciso ad impradonirsi del reame infernale uccidendo Magik. Per fare ciò decide di manipolare Pixie offrendosi di restituirle i frammenti di anima a lei sottratti in cambio della Spada dell'anima di Illyana mentre il resto del gruppo è impegnato a combattere Morte, lato oscuro di Gambit creato da Apocalisse, colpevole di aver trasformato Dazzler e Northstar in suoi servi. Rifiutatasi di uccidere Magik, Pixie libera la ragazza ed insieme sconfiggono N'astirh e S'ym prima di "esorcizzare" Dazzler e Northstar e permettere a Gambit di riprendere il controllo del proprio corpo, relegando momentaneamente Morte in uno dei recessi della sua mente. Dietro suggerimento di Cannonball il team fa ritorno ad Utopia.

### Uncanny X-Men: The Heroic Age
Ritiratosi nella Terra selvaggia per chiarirsi le idee e capire quale sarà il suo compito in tempo di pace, Ciclope incontra Steve Rogers che invita lui e tutta la comunità mutante a non nascondersi più e camminare a testa alta a fianco degli altri eroi. Dietro insistenza di Steve il presidente, riconoscendo a Ciclope il merito di aver salvato la razza mutante dall'estinzione e aver contribuito a salvare vite umane, gli conferisce la medaglia della libertà e il sindaco di San Francisco riammette gli X-Men in città.
Bidonato dalla sua fidanzata ad un appuntamento, Bestia incontra a Los Angeles Molly Hayes impegnata a raccogliere elementi per scrivere una relazione sull'estinzione. Mentre la giovane si sforza di capire come mai l'homo superior sia ormai considerato estinto anche se ancora esiste, Bestia le spiega che il numero di individui rimasti non è sufficiente a permettere la loro perpetuazione scatenando le ire di Molly che non vuole considerarsi estinta. Consolatala con parole di conforto e spronatala a vivere la sua vita il più intensamente possibile rendendo gli ultimi anni dell'Homo superior degni di essere ricordati, i due decidono di andare a prendere insieme un sacco di pop-corn prima di salutarsi.
Sotto la supervisione di Rogue e Dr. Nemesis, Hope viene visitata da Mr. Fantastic conoscendo così Franklin Richards che le confida che prima o poi le persone accanto a lei diventeranno la sua famiglia e che i loro rimproveri sono manifestazioni di affetto. Incalzata dalle domande di Mr. Fantastic circa i suoi genitori, Hope afferma di non conoscere neanche la loro identità e dopo essere tornata ad Utopia chiede a Ciclope di poter andare alla ricerca della sua famiglia d'origine per scoprire qualcosa del suo passato; benché all'inizio dubbioso, Scott acconsente alla richiesta dicendole di tenersi pronta.

## Conseguenze
- Le cinque luci (The Five Lights) - Arco narrativo pubblicato su Uncanny X-Men immediatamente successivo a Secondo avvento, utilizzato come espediente per introdurre i cinque nuovi mutanti nati dopo la Decimazione.
- X-Men: Legacy - La serie ancora sceneggiata da Mike Carey e con i disegni di Clay Mann continua a focalizzarsi sul ruolo di Rogue, affiancata da un redento Magneto, come tutrice e maestra della nuova generazione di mutanti.
- New Mutants (terza serie) - Sceneggiata da Zeb Wells e disegnata dalla new entry Leonard Kirk, si focalizza adesso sui veri motivi che hanno portato Magik a ritornare fra le file degli X-Men fuggendo dal Limbo.
- X-Factor (terza serie) - Con ancora Peter David nel ruolo di sceneggiatore affiancato da Valentine De Landro ed Emanuela Lupacchino come disegnatori, la serie continua sempre più ad allontanarsi dalle altre testate mutanti per avvicinarsi al resto dell'Universo Marvel ospitando personaggi d'eccezione come Thor e l'Uomo Ragno.
- Cable (seconda serie), Dark Wolverine, Wolverine: Origins, Wolverine: Weapon X e X-Force (terza serie) vengono chiuse al termine del crossover.
- Daken: Dark Wolverine - Inizialmente sceneggiata da Daniel Way e Marjorie Liu e poi da Rob Williams per i disegni di Giuseppe Camuncoli narra le vicende del figlio di Wolverine mentre cerca di farsi un nome e creare un proprio impero del crimine.
- Generation Hope - Di Kieron Gillen (testi) e Salvador Espin (disegni) si focalizza sui cinque nuovi mutanti e la loro leader Hope impegnati a scoprire se stessi, i loro poteri ed a relazionarsi col resto degli X-Men.
- Namor: The First Mutant - Di Stuart Moore (testi) e Ariel Olivetti (disegni) racconta le vicende del primo mutante Marvel impegnato a governare il suo regno, sconfiggere i propri nemici e supportare gli X-Men. Durata appena undici numeri più un Annual, la serie non ha riscontrato grande successo di pubblico dopo gli iniziali numeri serviti come tie-in per la neonata serie X-Men.
- Uncanny X-Force - Sceneggiata da Rick Remender per i disegni di Jerome Opeña narra le vicende della nuova e segretissima squadra guidata da Wolverine e composta da Arcangelo, Deadpool, Fantomex e Psylocke.
- Wolverine (quarta serie) - Sceneggiata da Jason Aaron e disegnata da Renato Guedes segue a grandi linee le trame che lo scrittore aveva delineato nella precedente Wolverine: Weapon X.
- Wolverine: The Best There Is - Di Charlie Huston (testi) e Juan Jose Ryp (disegni) racconta il personaggio di Wolverine senza guardare la sua storia passata e creando nemici e situazioni mai viste prima.
- X-23 - Di Marjorie Liu (testi) e Will Conrad (disegni) narra le vicissitudini ed i vagabondaggi di Laura impegnata a trovare un senso alla propria esistenza senza l'aiuto o il controllo di altri.
- X-Men (terza serie) - Sceneggiata da Victor Gischler per i disegni di Paco Medina mostra i nuovi rapporti fra gli X-Men ed il resto dell'Universo Marvel all'alba dell'Età degli Eroi.

## Pubblicazione
- Capitolo 1
  - X-Men: Second Coming n. 1 (marzo 2010, in USA)
  - Marvel Universe n. 4 (aprile 2011, in Italia)
- Capitolo 2
  - Uncanny X-Men n. 523 (aprile 2010, in USA)
  - Gli Incredibili X-Men n. 250 (aprile 2011, in Italia)
- Capitolo 3
  - New Mutants n. 12 (aprile 2010, in USA)
  - Gli Incredibili X-Men n. 250 (aprile 2011, in Italia)
- Capitolo 4
  - X-Men: Legacy n. 235 (aprile 2010, in USA)
  - X-Men Deluxe n. 193 (aprile 2011, in Italia)
- Capitolo 5
  - X-Force n. 26 (aprile 2010, in USA)
  - X-Men Deluxe n. 193 (aprile 2011, in Italia)
- Capitolo 6
  - Uncanny X-Men n. 524 (maggio 2010, in USA)
  - X-Men Deluxe n. 193 (aprile 2011, in Italia)
- Capitolo 7
  - New Mutants n. 13 (maggio 2010, in USA)
  - Gli Incredibili X-Men n. 251 (maggio 2011, in Italia)
- Capitolo 8
  - X-Men: Legacy n. 236 (maggio 2010, in USA)
  - Gli Incredibili X-Men n. 251 (maggio 2011, in Italia)
- Capitolo 9
  - X-Force n. 27 (maggio 2010, in USA)
  - X-Men Deluxe n. 194 (maggio 2011, in Italia)
- Capitolo 10
  - Uncanny X-Men n. 525 (giugno 2010, in USA)
  - X-Men Deluxe n. 194 (maggio 2011, in Italia)
- Capitolo 11
  - New Mutants n. 14 (giugno 2010, in USA)
  - Gli Incredibili X-Men n. 252 (giugno 2011, in Italia)
- Capitolo 12
  - X-Men: Legacy n. 237 (giugno 2010, in USA)
  - Gli Incredibili X-Men n. 252 (giugno 2011, in Italia)
- Capitolo 13
  - X-Force n. 28 (giugno 2010, in USA)
  - Gli Incredibili X-Men n. 252 (giugno 2011, in Italia)
- Capitolo 14
  - X-Men: Second Coming n. 2 (luglio 2010, in USA)
  - X-Men Deluxe n. 195 (giugno 2011, in Italia)

### Tie-in
- Aprile 2010
  - Second Coming - Revelations: X-Factor n. 204
- Maggio 2010
  - Second Coming - Revelations: X-Factor n. 205
  - Second Coming - Revelations: Hellbound n. 1
  - Second Coming - Revelations: Blind Science
- Giugno 2010
  - Second Coming - Revelations: X-Factor n. 206
  - Second Coming - Revelations: Hellbound n. 2
- Luglio 2010
  - Second Coming - Revelations: Hellbound n. 3
  - Uncanny X-Men: The Heroic Age